# Agustina Palma
Pour les articles homonymes, voir Palma (homonymie).
Agustina Palma (née à San Miguel de Tucumán le 11 août 1995) est une actrice et chanteuse argentine connue pour ses rôles dans Onze et Bia.

## Filmographie

### Télévision
| Année(s)    | Série                 | Rôle              | Notes                          |
| ----------- | --------------------- | ----------------- | ------------------------------ |
| 2003        | Rincón de luz         | Compagne de Laura | Invitée                        |
| 2004 - 2005 | Floricienta           | Bárbara           | Invitée                        |
| 2009 - 2010 | Consentidos           | Julieta           | Rôle principal                 |
| 2017 - 2018 | Onze                  | Martina Markinson | Rôle principal (saison 1 et 2) |
| 2019        | Secreto bien guardado | Irene Peres Kiev  |                                |
| 2019 -      | Bia                   | Celeste Quintero  | Rôle principal                 |

## Tournée
- TBA : Bia Live Tour